# Rohmann Henrik
Rohmann Henrik (Bátaapáti, 1910. augusztus 4. – Budapest, 1978. október 13.) hárfaművész, tanár.

## Élete, munkássága
Tolna vármegyében, a főképp németek lakta Bátaapátiban született. Ez hatással lehetett a hangszerválasztására, mert a német nemzetiség körében népszerű volt a hárfa, és közöttük a Duna mentén sok vándorhárfás élt.
1911-ben bányász apja a családot Németországba telepítette, ahonnan 1923-ban Felsőgallára települtek vissza. Itt a helyi tanítótól hegedülni tanult.
1926–34 között Mosshammer Ottó tanítványaként a Zeneművészeti Főiskola hallgatója volt. A diploma megszerzése után a 2. Gyalogezrednél kapott muzsikusi állást, ahol az együttes vezetője, Szeghő Sándor orgonista és zeneszerző, a Budai Dalárda karnagya volt nagy hatással rá.
1930-tól rendszeresen szerepelt szóló- és duókoncerteken, illetve a Rádió műsorán. Műsorán Dubez Péter, Alphonse Hasselmans, Carl Oberthür, Alfred Oelschlegel és mások művei szerepeltek. Egyik gyakori partnere 1934 és 1944 Zsebők Vilma hárfás volt, akivel az évtized közepén jegyben járt.(Zsebők később Csermely Zoltán hárfáshoz ment feleségül.)
1938-ban az Operaház ösztöndíjasa lett, 1945-ben rendes operai tagságot nyert. 1971-ig, nyugdíjazásáig volt az intézmény hárfása.
1948-tól a Bartók Béla Zeneművészeti Szakközépiskola hárfatanára volt. Tanítványa volt többek között Gaál Erzsébet, Kocsis Andrea, Lelkes Anna, Maros Éva, Vigh Andrea és Würtzler Arisztid.
1957-ben, majd 1961-ben részt vett kamaraegyüttesek megalakításában azzal a céllal, hogy a magyar zeneszerzőket hárfás művek megírására ösztönözzék. Az első együttes művészeti vezetője Rékai Miklós volt. Tagjai: Dömötör Tibor (hegedű), Rohmann Henrik (hárfa), Spitzer Tamás (gordonka), Thürr István (fuvola), Vámos László (mélyhegedű). 
A második együttes megalakításakor Rékai már nem élt, de az általa megfogalmazott célokat követni akarták. Tagok: Dőry Zoltán (hegedű), Isépy Eszter (gordonka), Iványi József (brácsa), Lajos Attila (fuvola) és Rohmann Henrik (hárfa).
Részt vett a nemzetközi zenei életben is. Würtzler többször is meghívta az USA-ba. 1964-ben a Hartfordi Egyetemen mesterkurzust vezetett. 1969-ben ugyanitt zsűritagként részt vett az első amerikai nemzetközi hárfaverseny munkájában, s megismerkedett Pierre Jamet francia professzorral, az első hárfa-világszövetség (Association Internationale des Harpistes et Amis de la Harpe) megalapítójával. 1958-ban Tibay Zoltán nagybőgős hárfakísérőjeként a párizsi televízió készített vele felvételt. Barátja volt Jakob Müller orosz hegedűművész, akivel ugyancsak 1958-ban együtt koncertezett. 
Nevéhez fűződik Dohnányi Ernő Hárfaversenyének 1965. évi magyarországi bemutatója, melyen Varga Pál vezényelt. Ezt a zuglói Szent István király Szimfonikus Zenekarral is előadta 1975. november 10-én, a Zeneakadémián. A Magyar Vonósnégyes tagjaként – Szebenyi Jánossal, Dőry Zoltánnal, Iványi Józseffel, Isépy Eszterrel együtt – 1962-ben ő mutatta be Lajtha László fuvolára, hegedűre, brácsára, gordonkára és hárfára írt II. kvintett című művét is.
Fiai Rohmann Imre zongoraművész és Rohmann Gusztáv szaxofonos, az egykori Corvina együttes tagja. Lánya, Mariann testnevelő tanár, aki a Harmónia Vokál tagja volt.

## Művei
- A hárfa. Parlando (zenepedagógiai folyóirat), ISSN 0133-2767 , 1973. (15. évf.) 2. sz. 16–18. old.

## Emlékezete
- Harold Schiffman amerikai zeneszerző, Dohnányi egykori tanítványa Suite for Two Harps című kompozícióját neki ajánlotta. A mű a Magyar Hárfaduó (Bélyei Adél és Gogolyák Mária) felkérésére készült 2005-ben. A nyolc perces mű tételei: 1. Moto Perpetuo, 2. Dialogue, 3. Scherzino, 4. Canonic Intermezzo, 5. Toccata. 2006-ban Schiffman átiratot készített belőle Suite for Two Pianos címmel, Rohmann Imre és Kurucz Tünde számára.
- Évente emlékhangversenyt rendeznek a tiszteletére Bátaapátiban és a szomszédos falvakban a Budapesti Hegedű-Hárfa Duó tagjai, Földesi Lajos hegedűművész és Kocsis Andrea hárfaművész. A koncerteken más művészek és növendékek is szerepelnek. [1]

## Külső hivatkozások
- Harold Schiffman honlapja és műveinek jegyzéke haroldschiffman-composer.com
- A Szent István Király Szimfonikus Zenekar koncertjei wind.hu